# Bandera de Namíbia
La bandera de Namíbia està formada per una barra diagonal vermella fimbriada de blanc que irradia des de la cantonada inferior de la vora del pal. El triangle superior és blau, carregat d'un sol daurat amb 12 raigs triangulars i el triangle inferior és verd. Fou aprovada el 21 de març de l'any 1990.
Tot i que als colors oficials no se'ls ha atribuït cap significat en especial, moltes institucions del govern namibià els justifiquen de la següent manera:
- El vermell representa el recurs més important de Namíbia: la població. Al·ludeix al comportament heroic i a la voluntat comuna d'aconseguir un futur d'igualtat d'oportunitats.
- El blanc representa la convivència pacífica.
- El verd representa la vegetació i la fertilitat.
- El blau representa el sol i l'Atlàntic i també la pluja i les reserves d'aigua.
- El sol groc representa la vida, la vitalitat, l'energia i la calor. Del sol en surten dotze rajos que representen les dotze ètnies de Namíbia.

Els colors vermell, blau i verd es prengueren dels colors de la bandera del partit polític SWAPO, i el vermell, el blanc i el blau de la bandera de la del partit polític Aliança Democràtica de la Turnhalle.

## Construcció i dimensions

Plantilla de construcció de la bandera.

### Colors
Els colors de la bandera nacional es descriuen a la Gazeta del Govern. Aquest document també detalla la construcció de la bandera presidencial, però no especifica el to o la tonalitat per al blanc.
| Model de color | Blau       | Vermell     | Verd       | Groc        | Blanc         |
| -------------- | ---------- | ----------- | ---------- | ----------- | ------------- |
| Pantone        | 294C       | 186C        | 347C       | 116C        | Blanc         |
| Coates SP      | 5 809      | 35          | 65         | 1 802       |               |
| RGB            | 0, 47, 108 | 200, 16, 46 | 0, 154, 68 | 255, 205, 0 | 255, 255, 255 |
| HTML           | #002F6C    | #C8102E     | #009A44    | #FFCD00     | #FFFFFF       |

Els models RGB i HTML s'han extret a patir dels codis de Pantone descrits a l'Act No. 17 del Govern.

## Banderes històriques

Àfrica Sud-occidental Alemanya (1884-1915)
Colònia britànica d'Àfrica del Sud-oest (1915 to 1928)
Àfrica del Sud-oest (1928-1982) sota mandat i tutela de Sud-àfrica.
Àfrica del Sud-oest (1982-1990) sota mandat i tutela de Sud-àfrica.
Bandera de SWAPO utilitzada a les Nacions Unides entre 1976 i 21 de març de 1990.

## Banderes dels bantustans
Alguns dels bantustans establerts per Sud-àfrica durant el seu període d'administració d'Àfrica del Sud-oest havien adoptat les seves pròpies banderes distintives mentre que altres utilitzaven la bandera de Sud-africana.

Bushmanland
Damaraland
Caprivi Oriental
Hereroland
Kaokoland
Kavangoland
Namaland
Ovamboland
Rehoboth
Tswanaland